# ويليام جيفرسون
ويليام جيفرسون (بالإنجليزية: William Jefferson)‏ هو أمين مكتبة أمريكي، ولد في نوفمبر 1951، وتوفي في 17 نوفمبر 1995.